# Marianowo
Marianowo (in tedesco Marienfließ) è un comune rurale polacco del distretto di Stargard Szczeciński, nel voivodato della Pomerania Occidentale.
Ricopre una superficie di 101,75 km² e nel 2005 contava 3 142 abitanti.